# Yuya Kubo
Yuya Kubo (Prefectura de Yamaguchi, Japó, 24 de desembre de 1993) és un futbolista japonès. Va disputar 2 partits amb la selecció del Japó.

## Estadístiques
| Selecció del Japó | Selecció del Japó | Selecció del Japó |
| Anys              | Partits           | Gols              |
| ----------------- | ----------------- | ----------------- |
| 2016              | 2                 | 0                 |
| 2017              | 2                 | 2                 |
| Total             | 4                 | 2                 |